# Satellite Data System
Das Satellite Data System (kurz SDS, Codename Quasar) ist ein System von Relais-Satelliten einer Geheimdienstorganisation der Vereinigten Staaten. Sie dienen zur Echtzeit-Datenübertragung von tieffliegenden US-Spionagesatelliten über den Polen (Tracking and Data Relay Satellite). Das System wird von einer Gliederung der Streitkräfte betrieben. Die Satelliten werden auch für die Kommunikation mit USAF-Flugzeugen mit der Air Force Satellite Control Network (AFSCN) in Polarregionen verwendet. Der Downlink befindet sich auf der Bodenstation Fort Belvoir in Virginia. Durch 2013 veröffentlichte Budget-Dokumente des NRO wurde der Begriff Quasar in Zusammenhang mit dem SDS gesetzt.
2020 waren die Satelliten der 3. SDS-Generation aktiv. Sie übertragen die Datensätze der tieffliegenden US-Spionagesatelliten KH-11, Onyx, Topaz und weitere.